# 志村けんと行く!勝手にドッキリ感動旅!
『志村けんと行く!勝手にドッキリ感動旅!』（しむらけんといく かってにドッキリかんどうたび）は、テレビ東京系列にて2013年4月13日（土曜日）の16:00 - 17:15に放送されたバラエティ番組である。サブタイトルは「三陸鉄道キットサクラサク7駅運行再開SP」

## 番組の内容
東日本大震災から2年。初の被災地慰問になる志村けんが岩手県を走る三陸鉄道の旅に出た。今回、訪れた目的は震災によって笑顔を失ってしまった人へ、志村自らがサプライズを仕掛ける。仮設体育館で練習する中学校のバドミントン部に、潮田玲子を招集。「シムシオペア」でみんな笑顔に！震災で両親を亡くし、結婚式が出来なかった夫婦に恋し浜駅でサプライズ結婚式！そして2013年4月3日、三陸鉄道南リアス線運行再開の日に吉浜駅の非常勤駅長に任命された。

## 出演者
- 志村けん
- 川上麻衣子
- 中西圭三
- 潮田玲子
- 山崎まさや
- 辻よしなり

## 放送局
- テレビ東京系列
- BSジャパン（現・BSテレ東）
- テレビ岩手（日本テレビ系列）
- ミヤギテレビ（日本テレビ系列）
- 奈良テレビ（独立局）

## スタッフ
- ナレーション：服部潤
- 企画：槇亮次（ネスレ日本）、豊原明宣(JWT Japan)、高橋直哉(JWT Japan)
- 構成：山本太蔵、堀内一寿
- カメラ：小川正明、野中康弘
- 音声：新井直樹、高橋勇士
- 編集：奥山雄高
- MA：高橋友樹
- 音効：クォンジンホ
- CG：菅谷静花、石野剛太
- メイク：中村有希、垣内優衣
- 車輌：山口好幸、高田昌紀、関谷匡範
- 技術協力：港家、ラフト、ヴェントゥオノ、BASE
- 衣装協力：ブライダルハウスSOBI
- 協力：大船渡市役所、田野畑村、大船渡市立赤崎中学校、浦浜サイコー商店会、三陸ふるさと振興、チャペル・ブライダル・ミッション、小石浜青年部、カンパネルラ田野畑友の会、吉浜婦人会、九戸印刷、ストック、東北シート工業、青い森鉄道、トミーテック、久慈広域観光協議会、もぐらんぴあ・まちなか水族館、宮古コミュニティ放送研究会、バー銀座パノラマ渋谷店
- 写真提供：宮古市役所、野田村役場、神戸市
- エンディング曲：中西圭三&寺尾仁志 with human note「Bloom！ Bloom！〜サクラ咲け！〜」
- 制作デスク：西野友貴
- AD：横坂靖雄、渡邊淳子
- AP：反り目尚美
- ディレクター：内田憲治、小倉美明
- 演出：田中匡史（エスピーボーン）
- プロデューサー：高砂佳典（テレビ東京）、徳江長政（エスピーボーン）
- 特別協力：三陸鉄道、ネスレ日本
- 製作：テレビ東京、エスピーボーン